# Empire Tower
Empire Tower es un rascacielos situado en el distrito financiero de Sathon en Bangkok, Tailandia, al lado de Sathon Road y Narathiwat Road, cerca de la estación Chong Nonsi (Línea Silom del Metro Aéreo de Bangkok). Empire Tower 1 es actualmente el sexto edificio más alto de Bangkok y de Tailandia. Es el edificio de oficinas más alto del país. Empire Tower 1 tiene 62 plantas y 227 metros de altura.